# Biserica „Acoperământul Maicii Domnului” din Brînzenii Vechi
Biserica „Acoperământul Maicii Domnului” este o biserică amplasată în Brînzenii Vechi, raionul Telenești, Republica Moldova. Este un monument arhitectural de importanță națională inclus în Registrul monumentelor Republicii Moldova ocrotite de stat cu nr. 1465 (raionul Telenești). Datează din 1872.